# 工业大道 (广州)
工业大道位于中华人民共和国廣東省广州市海珠区，是一条呈西北至东南走向的主干道。全路由工业大道北、工业大道中、工业大道南三段组成，北起人民桥南端凤安桥，南至石溪涌接南洲路。全长5540米，宽40米。与新滘路、科韵路、广园路共同构成广州城市快捷路。1952年拆除民居建路，因路两旁有众多工厂故名工业大道。目前北段有内环路的高架桥，南段有多个居民住宅区。

## 与之交汇道路
- 粗体字表示主干道
- 洪德路
- 厚德路
- 革新路
- 梅园西路、南田路
- 荔福路
- 金沙路
- 宝业路
- 沙渡路
- 沙园路
- 昌岗西路（部分聯絡道可達鶴洞大橋）
- 南泰路
- 泉塘路
- 广纸路
- 江燕路
- 石岗路
- 新滘西路
- 新业路
- 江南大道南(南段)
- 南洲路

## 公共交通
- 广州地铁8号线同福西站、鳳凰新村站、沙園站
- 广州地铁10号线工業大道南站
- 广州地铁11号线燕崗站
- 广佛地铁沙園站、燕崗站、石溪站

均在鄰近工業大道位置設有出口。